# Vesiculomyces
Vesiculomyces là một chi nấm thuộc họ Stereaceae.